# Růžena Dostálová
Prof. dr. Ruzena Dostálová, Csc. (n. 22 aprilie 1924, Bratislava – d. 18 august 2014, Praga) a fost o filologă, istoric, istoric literar, traducătoare și bizantinologă cehă.

## Biografie
A urmat cursuri de filologie clasică (1945–1950) și de greacă modernă (1949-1952) la Facultatea de Filosofie a Universității Caroline din Praga. În 1952, la aceeași universitate, a susținut teza de disertație cu titlul Řecký román o Ninovi na papyrových zlomcích și a primit titlul de doctor. În 1959 a primit titlul de candidat în științe. După terminarea studiilor, a lucrat la Academia de Științe a Cehoslovaciei. În anul 1993 a susținut teza de docență în domeniul filologiei bizantine și neogrecești la Universitatea Carolină din Praga și în 1996 a fost numită profesor de filologie clasică. Ea a publicat un număr mare de cărți, studii și traduceri. De asemenea, a ținut prelegeri la Universitatea Carolină din Praga și la Universitatea Masaryk din Brno.

## Publicații
- Byzantská vzdělanost. Praha : Vyšehrad, 1990. 415 s. ISBN 80-7021-034-6. ed. 2. Praha : Vyšehrad, 2003. 413 s. ISBN 80-7021-409-0.
- Il romanzo greco e i papiri. Praha : Univerzita Karlova, 1991. 103 s. ISBN 80-7066-348-0.
- Antická mystéria. Praha : Vyšehrad, 1997. 365 s. ISBN 80-7021-217-9. (coautor Radislav Hošek)
- Základní kurz novořeckého jazyka = Eisagōgī stī neoellīnikī glōssa. Brno : Masarykova univerzita, 2000. 490 s. ISBN 80-210-2395-3. 3. vyd. Praha : Set out, 2008. 498 s. ISBN 978-80-86277-65-3.
- Řecko. Praha : Libri, 2002. 146 s. ISBN 80-7277-110-8.
- Geografie a mýty v Dionysiakách Nonna z Panopole. Červený Kostelec : Pavel Mervart, 2009. 202 s. ISBN 978-80-86818-96-2.

## Premii
- 2004 – Medalia de Aur a Societății traducătorilor literari greci (Atena)
- 2004 – Medalia Facultății de Teologie Evanghelică a Universității Caroline din Praga cu ocazia aniversării a 85 de ani de la înființarea instituției
- 2010 – ordinul „Commandeur de l'Ordre du Phénix“ al Republicii Elene pentru întreaga carieră,[6][7] înmânat de ambasadorul Greciei în Republica Cehă Constantinos Kokossis
- 2011 – Medalia Učená společnost České republiky[8]